# Barracuda (programma televisivo)
Barracuda è stato un talk show televisivo, ideato da Fatma Ruffini e presentato da Daniele Fabbri (al suo esordio come conduttore). Fu trasmesso nel 1999 in seconda serata alle ore 22:45 su Italia 1.
Le musiche dal vivo era suonate dal "Barracuda Combo", un piccolo ensemble diretto dal maestro Vince Tempera (sostituito, nella puntata del 2 marzo, dal cantautore Francesco Baccini).

## Il programma

### Storia
Con Barracuda, Daniele Luttazzi importò per la prima volta in Italia il genere tv del "Late Show" (creato negli Stati Uniti negli anni cinquanta dal presentatore Steve Allen). In ogni puntata, Luttazzi intervistava in studio vari personaggi del mondo dello spettacolo, del cinema, della musica, della politica e del giornalismo. Il programma, oltre a un monologo satirico di apertura, prevedeva anche sketch comici con gli ospiti e rubriche umoristiche.

### Ospiti
| n. | data             | Ospiti                                                                                              |
| -- | ---------------- | --------------------------------------------------------------------------------------------------- |
| 1  | 13 gennaio 1999  | Natasha Stefanenko, Claudio Martelli, Renzo Rosso e Max Gazzè.                                      |
| 2  | 20 gennaio 1999  | Roberta Lanfranchi (una delle Veline), Gianfranco Funari, Renato Nicolini, Selen e gli Articolo 31. |
| 3  | 27 gennaio 1999  | Ambra, Oliviero Toscani, Claudia Pandolfi e Roberto Vecchioni.                                      |
| 4  | 3 febbraio 1999  | Elenoire Casalegno, Tinto Brass, Vittorio Feltri e Isabella Ferrari.                                |
| 5  | 10 febbraio 1999 | Alessia Merz, Paolo Liguori, Enrico Ruggeri e Maurizio D'Adda.                                      |
| 6  | 17 febbraio 1999 | Giuliano Ferrara, Iaia Forte, Cesare Ragazzi e Morgan.                                              |
| 7  | 2 marzo 1999     | Fabrizio Rondolino, Martina Colombari e Beppe Severgnini.                                           |
| 8  | 9 marzo 1999     | Fausto Bertinotti, Fernanda Pivano e Ramona Badescu.                                                |
| 9  | 17 marzo 1999    | Tosca D'Aquino, Roberto Formigoni, Amanda Lear e Sabrina Salerno.                                   |
| 10 | 24 marzo 1999    | Emilio Fede, Nathalie Caldonazzo, Asia Argento e Giobbe Covatta.                                    |
| 11 | 31 marzo 1999    | Alba Parietti, Vincenzo Salemme, Dario Ballantini, e Martina Colombari.                             |

## Controversie
Secondo l'ideatrice Fatma Ruffini, Barracuda sarebbe dovuto tornare nella successiva stagione televisiva con una nuova edizione, ma ciò non avvenne perché, come dichiarato da Luttazzi, il programma aveva subito alcune censure da parte di Mediaset (per esempio una domanda su Silvio Berlusconi nella prima intervista a Claudio Martelli e la risposta di questi: «Silvio Berlusconi non è un politico, è un piazzista»). A causa di questo il conduttore scelse di passare in Rai, laddove nel 2001 replicava tale suo successo con un nuovo programma dello stesso genere, ovvero Satyricon su Rai 2.